# (2575) Bulgaria
(2575) Bulgaria es un asteroide perteneciente al cinturón de asteroides, descubierto el 4 de agosto de 1970 por Tamara Mijáilovna Smirnova desde el Observatorio Astrofísico de Crimea (República de Crimea).

## Designación y nombre
Designado provisionalmente como 1970 PL. Fue nombrado Bulgaria en homenaje a la República de Bulgaria.